# Амик (озеро, Канада)
Амик (англ. Ahmic Lake) — озеро в округе Парри-Саунд, Онтарио, Канада, часть водного пути реки Магнетаван в регионе Альмагин. Амик имеет длину 19 км и соединяется с двумя меньшими озёрами: Бивер и Кравфорд.
Район вокруг озера Ахмик почти необитаем, с менее чем двумя жителями на квадратный километр.

## Климат
В окрестностях озера растет смешанный лес. Регионы находится в Субарктической климатической зоне. Среднегодовая температура в районе — −4 °C. Самый теплый месяц — июль, когда средняя температура составляет 18 °C, а самый холодный — январь и −16 °C.
Среднегодовая норма осадков — 1,363 миллиметра. Самый влажный месяц — октябрь, со средним количеством осадков 203 мм, а самый сухой — март с 66 мм осадков.

## Застройка береговой линии
С 1860 года богатые американцы выкупают прибрежные земли вокруг озера для застройки. Большинство домов принадлежит простым семьям, так что берег остался нетронутым, что делает Ахмик — озером с умеренным нарушением береговой линии. В начале 20-го века на озере был построен ряд рыболовецких лагерей, в том числе Cedar Croft, который работал до конца 1950-х годов.

### Спортивные лагеря
Амик известно своим наличием двух плавательных лагерей: мальчишеский лагерь Чикопи и девический лагерь Ак-о-Мак. Лагерь Чикопи — первый в мире соревновательный лагерь. Озеро идеально подходило под эти цели, большая площадь и чистая вода позволяли тренировать марафонских пловцов, таких как Марти Синн.
Лагеря находятся на разных концах озера и чтобы добраться от одного к другому по воде, нужно проплыть мимо скалистого рифа, который является эксклюзивным туристическим полуостровом, принадлежащим нескольким американским семьям. Туристы и два плавательных лагеря — это то, что удерживает молодых жителей в маленьком городе Магнетаван на протяжении многих десятилетий и по-прежнему способствуют экономическому благополучию района.

### Отели и курорты
В начале 1930-х годов на Юго-Северном берегу была начата стройка базы пиломатериалов. Но с 1940-го началось строительство 5-ти комнат отдыха и столовой, и в 1979 году, с новыми владельцами, название изменилось на Ahmic Lake Resort. В 1985 году старые комнаты заменили новые коттеджи, построенные с нуля, появилось почтовое отделение с офисом, магазин для гостей, а также несколько новых кемпингов.
С 2000 года курорт имеет современное оснащение, 4-звёздочные номера для туристов, конференц-залы, а также проводит свадьбы и праздники.

### Рыболовство
Озеро любят не только туристы. Обычные рыбаки появляются на нём ничуть не реже. Всё из-за большого количества и размера рыбы, обитающей в озере.

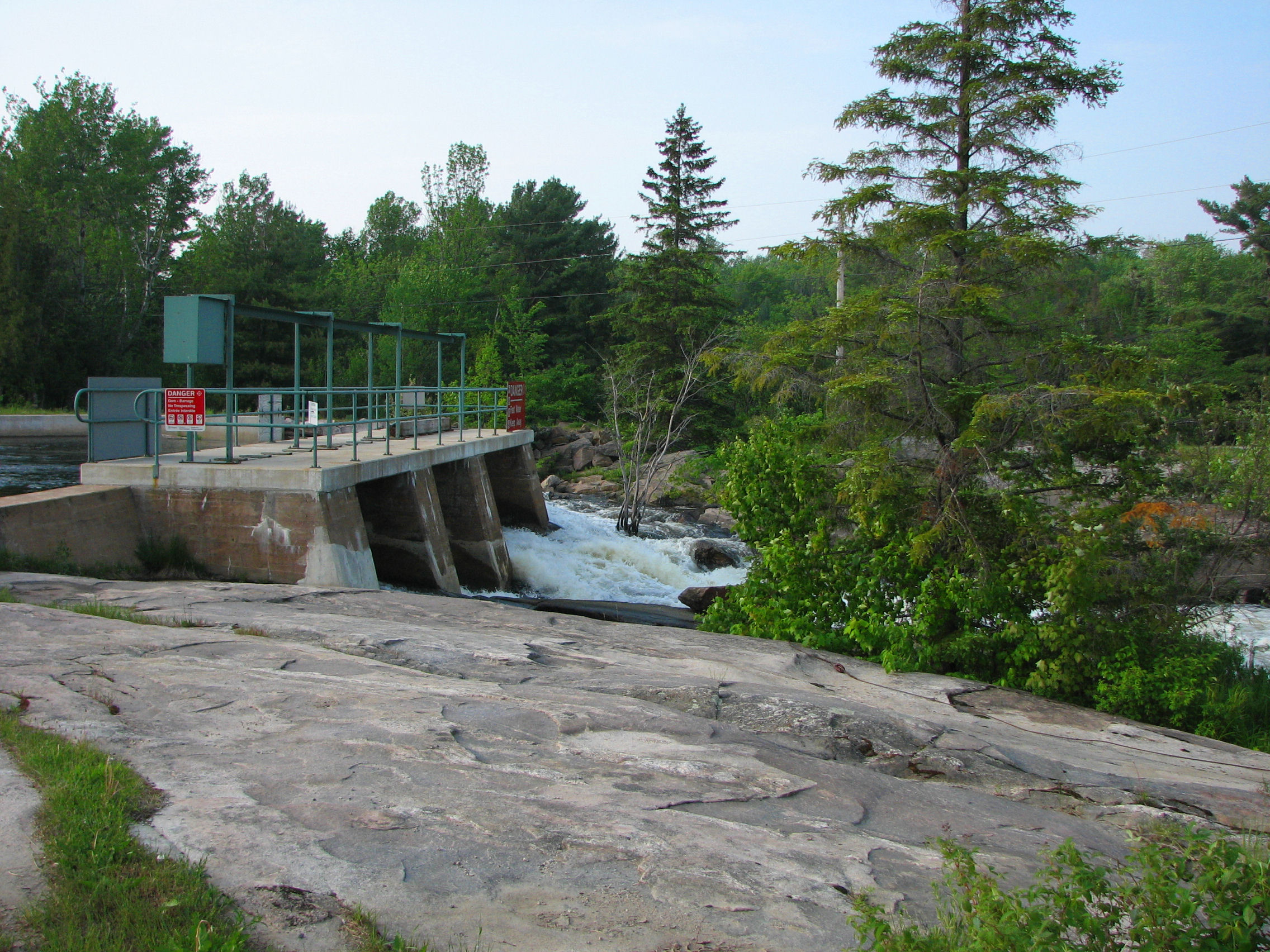
Плотина рядом с Ahmic Lake Resort

## Разновидности рыбы
- Светлопёрый судак
- Щука
- Большеротый окунь
- Малоротый окунь
- Озёрный Вайтфиш
- Азиатская корюшка
- Жёлтый окунь
- Обыкновенная солнечная рыба
- Синежаберный солнечник
- Американский сомик
- Краппи[англ.]
- Красноглазый каменный окунь[англ.]